# 中華社會福利聯合勸募協會
中華社會福利聯合勸募協會(United Way of Taiwan)，簡稱聯合勸募，是一個在中華民國臺灣匯集專業人士、將社會大眾的「愛心捐款」做恰當分配以發揮最大效益嘉惠更多弱勢的組織。「聯合勸募」的募款方式最早起源於1873年的英國，在利物浦市20幾個社會福利團體統一合辦慈善募款活動；1887年，美國科羅拉多州丹佛市首先跟進，如此的募款方式進而在西方國家蓬勃發展。
推動「聯合勸募」的理念在於透過一個專責募款的機構，有效的集結社會資源，並合理統籌分配給需要的社會福利機構，如此一來，社福團體就得以專心推展服務計畫，而社會大眾也可免於重複募款的干擾。
1992年（中華民國81年）10月17日，台北世貿中心聯誼會舉行「中華社會福利聯合勸募協會」成立大會；並於同年10月22日召開第一屆第一次理監事會議，會中選舉第一屆理事長為東海大學校長阮大年先生。第一屆各委員會召集人分別為：孫越先生（勸募委員會）、簡春安教授（審查委員會）、周聯華牧師（稽核委員會）、蔡調彰律師（公關委員會）、馮燕教授（研究發展委員會）。
聯合勸募於1997年與國際聯合勸募簽約成為會員國，並於1998年5月獲邀成為該會理事，藉由密切交流互訪，成為該組織重要會員。聯合勸募被公認為目前國內數個主要募款單位中，少數不具宗教色彩、純粹社會服務的組織。

## 功能
1. 結合社會資源，公正合理分配於社會需求，促使社會資源充分運用。
2. 代表社會福利機構及救助個案，向社會大眾廣泛呼籲更多愛心的支援，包括義工參與及金錢捐助。
3. 節省眾多慈善團體分別募款的費用，使機構可以專心執行其專業福利服務工作。
4. 專業人士嚴格把關，為捐款人監督善款是否妥善運用，防止不肖斂財行為。
5. 減少各團體不斷募款而給社會大眾帶來的壓力，統合經營社會資源的實際需要。

## 外部連結
- 中華社會福利聯合勸募協會 （页面存档备份，存于）（繁體中文）
- 聯合勸募粉絲團 （页面存档备份，存于）
- 聯合勸募一日捐 （页面存档备份，存于）